# Catch 'Em If You Can
«Catch ’Em If You Can» (укр. Спіймай їх, якщо зможеш) — вісімнадцята серія 15-го сезону мультсеріалу «Сімпсонів». У США ця серія з’явилася 25 квітня 2004 року, в Україні — 2 березня 2007 року на каналі М1.

## Сюжет
Барт і Ліса сперечаються по дорозі додому зі школи і граються кульками з водою. Коли вони нарешті приходять додому, Мардж зупиняє їх і повідомляє їм що вони їдуть до Дейтона, штат Огайо на день народження їхнього дядька Тайрона. Барту і Лісі не сподобалась ця ідея і вони залишаються вдома. Тим часом, Мардж і Гомер під впливом романтичного кінофільму, який вони побачили вдома вирішують пересісти з одного літака на другий і летіти замість Дейтона до Маямі на свій другий медовий місяць.
Вдома Барт і Ліса дивляться телевізор разом з дідусем і бачать репортаж про те, що готель, де мали зупинитися в Дейтоні Мардж і Гомер зруйнований торнадо. Мардж і Гомер дзвонять додому і повідомляють, що з ними все гаразд, але Барт запідозрює що вони брешуть і дізнається по зворотному номеру телефона, що їх батьки насправді в Маямі. Спокусивши дідуся Сімпсона розмовами про численних неодружених пенсіонерок в Маямі, вони вирушають в дорогу. В Маямі дідусь шукає приятельку пенсіонерку, а Барт з Лісою шукають батьків. Мардж і Гомер дізнаються, що діти за ними слідкують і намагаються втекти. 
Барт і Ліса наздоганяють батьків в Атлантик-Сіті, але батькам знову вдається втекти. Через численні аеропорти і літаки діти нарешті наздоганяють батьків у Ніагара-Фоллс. Коли Мардж і Гомера нарешті зловили на гарячому вони дозволяють дітям залишитися з ними. Ввечері Ліса і Барт вирішують залишити батьків на одинці і піти в парк розваг, але коли вони туди прибувають то знаходять Мардж і Гомера вже там. Побачивши дітей, батьки в розпачі знову починають від них тікати і знаходять притулок у надувній фортеці. Раптом фортеця з Мардж і Гомером падає в річку і течія відносить її до Ніаґарського водоспаду. Їм вдається врятуватися, однак Мардж і Гомер опинилися в річці зовсім голі. На всі прохання надати їм допомогу Мардж і Гомер навідріз відмовляються. 
Серія закінчується сценою, де Нед Фландерс отримує пошту і з жахом дивиться на величезний рахунок своєї кредитної картки — виявляється, що Сімпсони породожували за його рахунок!